# Хут, Отто
Отто Хут (нем. Otto Huth, 1906—1998) — немецкий этнограф, религиовед, специалист по фольклору, руководящий сотрудник Аненербе.

## Биография
Сын невролога. С 1922 г. состоял в различных фёлькиш-организациях. С 1928 г. член Национал-социалистического союза студентов и СА.
В 1932 г. защитил кандидатскую диссертацию в Бонне. Сотрудничал в фёлькиш-изданиях.
Занимался рядом мифологических и религиоведческих сюжетов. Высказывался за существование древней германской культуры и религии, вытесненных христианством. В начале 1930-х гг. познакомился с Германом Виртом и стал его ассистентом. С 1935 г. работал в Аненербе, где возглавлял учебно-исследовательский отдел истории индоевропейской религии.
В 1939 г. защитил докторскую диссертацию. С 1942 г. экстраординарный профессор истории религии в Страсбурге. В 1939 г. должен был возглавить экспедицию Аненербе на Канарские острова, но она была отменена.
В марте 1940 г. призван в вермахт, признан негодным к военной службе.
В 1944 г. бежал от наступающих войск союзников в Тюбинген, где работал в Институте фольклора. В 1945 г. ему было запрещено работать по профессии. В 1961—1971 гг. библиотекарь Тюбингенского университета.
На сестре Хута был женат его коллега Отто Рёсслер.

## Сочинения
- Raabe und Tieck. Essen : Verlag Die Blaue Eule, 1985.
- Vesta. Leipzig : Teubner, 1943.
- Sagen, Sinnbilder, Sitten des Volkes. Berlin : Widukind-Verl., 1942.
- Der Lichterbaum. Berlin : Widukind-Verl., 1940, 2. Aufl.
- Die Fällung des Lebensbaumes. Berlin : Widukind-Verl., 1936.
- Janus. Bonn : Röhrscheid, 1932.
- Janus. Ein Beitrag zur altrömischen Religionsgeschichte. Bonn : Röhrscheid, 1932.